# اسپین‌آف (رسانه)

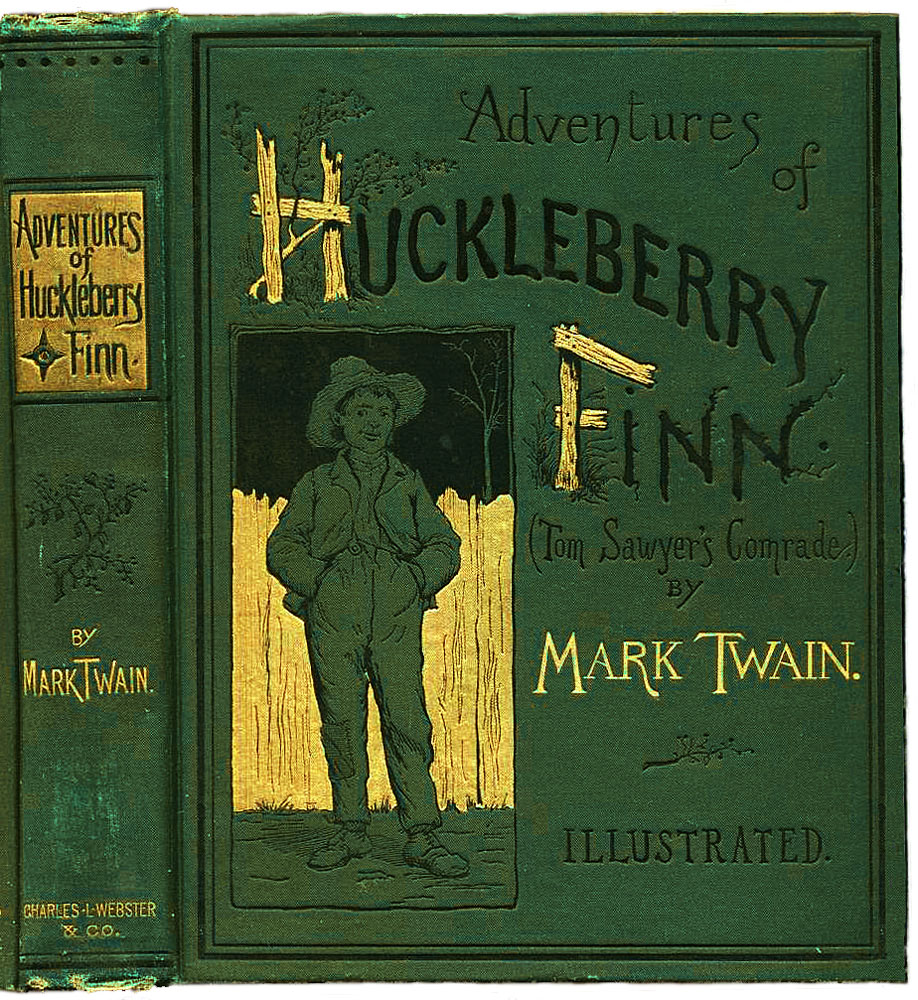
اسپین‌آف

داستان فرعی، روایت فرعی، شاخهٔ روایتی یا اسپین‌آف (انگلیسی: Spin-off) به معنی برگرفته از و یا مشتق ، به یک رمان، برنامه رادیویی، برنامه تلویزیونی، بازی ویدئویی، فیلم یا هر کار روایتی گفته می‌شود که بر اساس داستان یا مفهوم یک اثر دیگر باشد. روایت فرعی ممکن است جزئیات بیشتری از آن را روایت کند، و یا روایتگر داستان متفاوتی باشد. داستان‌های فرعی معمولاً بر اساس کارهای بسیار موفق ساخته می‌شوند و گاه بر اساس شخصیت‌های فرعی آن داستان هستند.

## نمونه‌ها
- سریال بهتره با ساول تماس بگیری مشتق از سریال بریکینگ بد است.
- فیلم ال کامینو شاخه فرعی سریال بریکینگ بد است.

- فیلم سینمایی هابز و شاو داستان فرعی از مجموعه فیلم‌های سریع و خشمگین است.

- فیلم سینمایی روگ وان شاخه‌های از مجموعه فیلم‌های جنگ ستارگان است.

- سریال پاندای کونگ‌فو کار: افسانه‌های شگفت‌انگیز  روایتی دیگر از مجموعه کارتونی پاندای کونگ‌فو کار  است.
- فیلم سینمایی سولو: داستانی از جنگ ستارگان اسپین‌آف از مجموعه فیلم‌های جنگ ستارگان است.

- مینیون‌ها اسپین‌آف از فیلم من نفرت‌انگیز است.

- سریال دوران کهن: دنیای جدید اسپین‌آف از سریال دوران کهن است.

- سریال از مردگان متحرک بترسید اسپین‌آف از سریال مردگان متحرک است.

- سریال اصیل‌ها اسپین‌آف از سریال  خاطرات خون‌آشام است.

- سریال میراث اسپین‌آف از سریال اصیل‌ها و خاطرات خون‌آشام است.

- سریال شلدون جوان اسپین‌آف از سریال تئوری بیگ بنگ است.

- سینمایی لایتیر اسپین آف از شخصیت باز لایتیر است

- سریال جویی اسپین آف از شخصیت جویی تریبیانی در سریال فرندز است.

- سریال کیتی کین و سریال ماجراجویی های هراس انگیز سابرینا اسپین آف سریال ریوردیل هستند.

- فیلم سینمایی کروئلا اسپین‌آف از شخصیت کروئلا دویل است.

- سریال پادری از سریال دودکش

- سریال  فورکی سوال میپرسد اسپین افی از  شخصیت فورکی در داستان اسباب بازی است.

- سریال هادسون و رکس اسپین‌آف از سریال کمیسر رکس است.

- انیمیشن سینمایی لاک پشت ها برای همیشه از انیمیشن سریالی لاک پشت های نینجا و لاک پشت های مبارز است.

- خاندان اژدها اسپین‌آف سریال بازی تاج و تخت است.

- سریال سالهای دور از خانه اسپین آف از سریال شاهگوش است.

- گربه چکمه پوش و قسمت دوم این فیلم اسپین‌آف مجموعه‌ی شرک است.

سریال ۱۹۲۳ و ۱۸۸۳ اسپین آف سریال yellowstone
- سریال آسوکا اسپین‌آف از سریال  مندلورین است.

- سریال برلین (خانه کاغذی) اسپین‌آف از سریال خانه کاغذی (مجموعه تلویزیونی) است.